# I krig med sig selv
I krig med sig selv er en dansk dokumentarfilm fra 2012 instrueret af Jørgen Flindt Pedersen.

## Handling
En detektivisk fortælling rundt om flygtningen Sadie - brikker til et puslespil, der aldrig helt går op.
Dokumentarfilmens primære fokus er, at flere end 30.000 flygtninge i Danmark (2012) lever med traumer efter krigshandlinger, flugt og tortur. Som følge af voldsomme og traumatiserende oplevelser i hjemlandet får mange flygtninge diagnosen PTSD (Post Traumatic Stress Disorder). En sygdom, som ikke bare rammer flygtninge, men også soldater, voldsofre og andre, der har været udsat for psykiske traumatiske hændelser. (Fra Jørgen Flindt Pedersens nekrolog)